# Jean-Paul Mozat
Jean-Paul Mozat, francoski general, * 1891, † 1966.